# Francisco Javier Gómez Noya

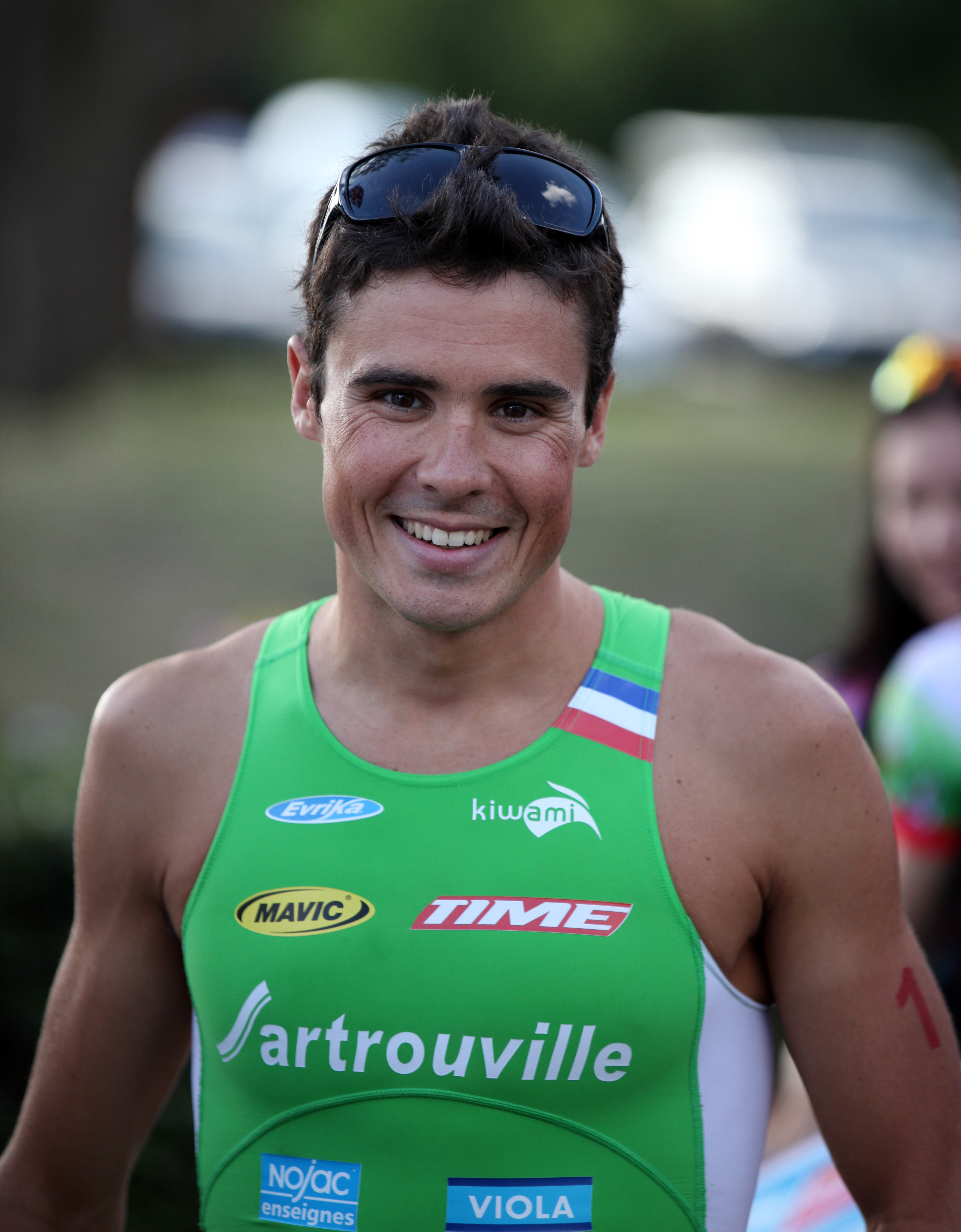
Javier Gómez, Tours 2011.

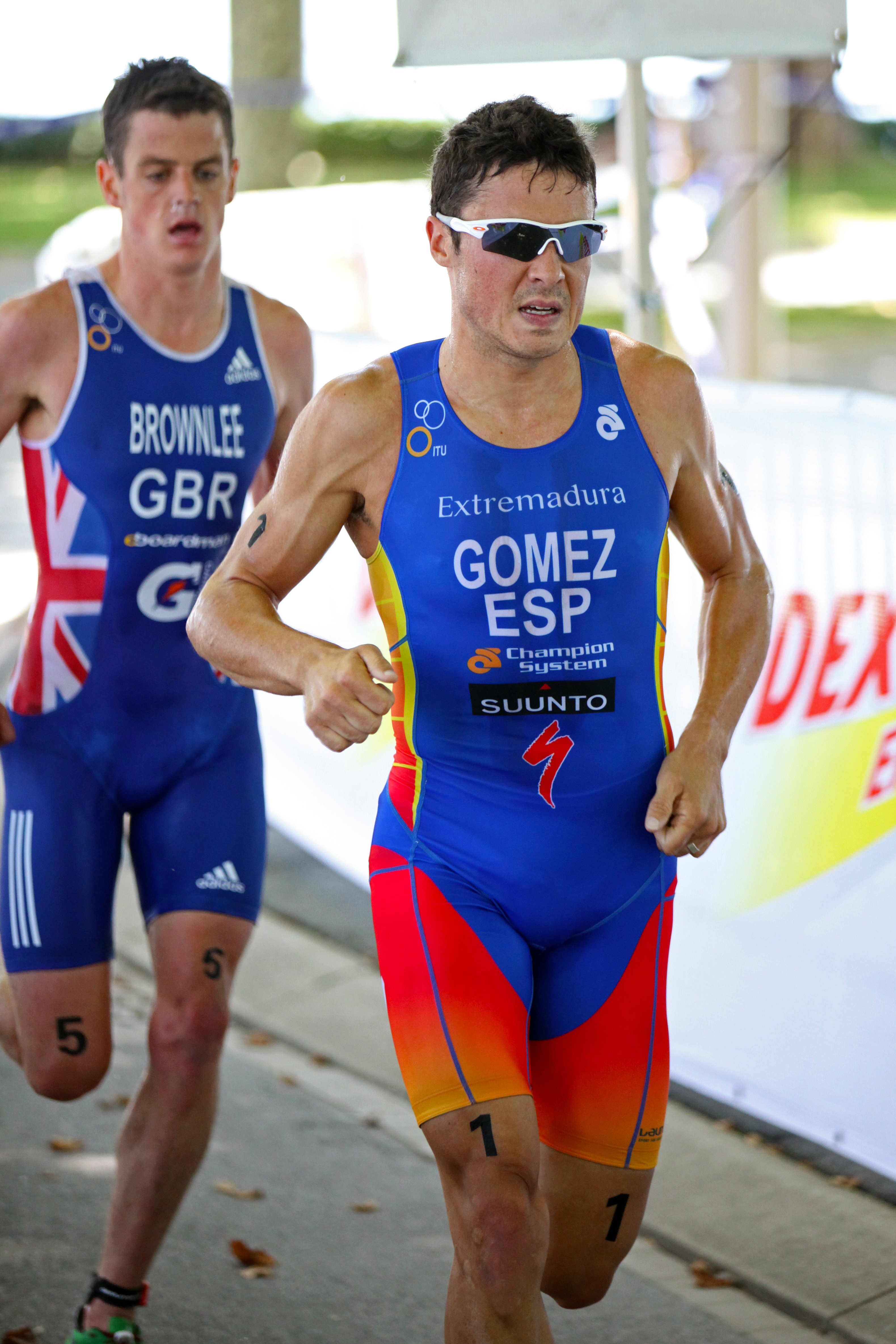
Javier Gómez, Lausanne 2011.

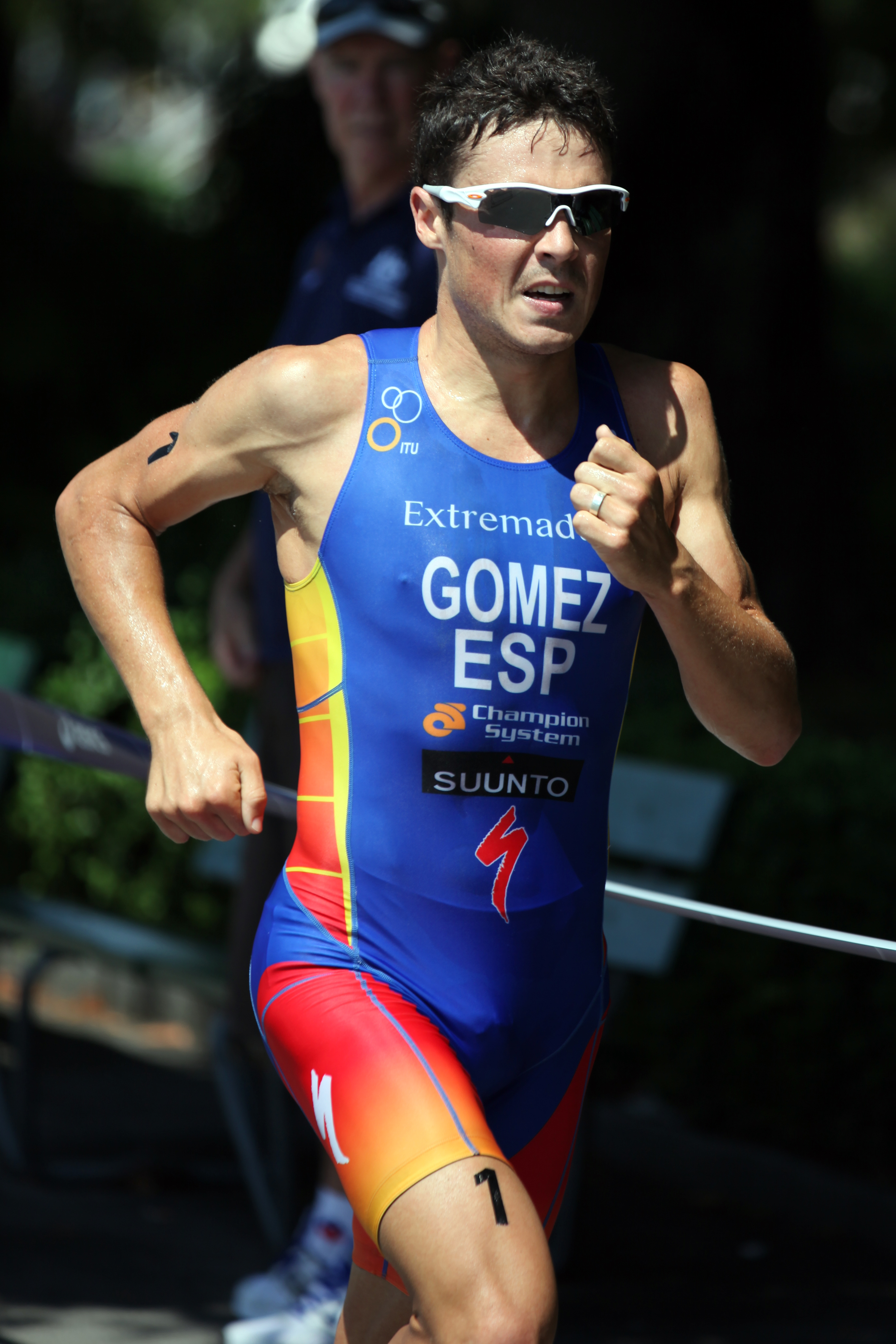
Javier Gómez, Lausanne 2011.

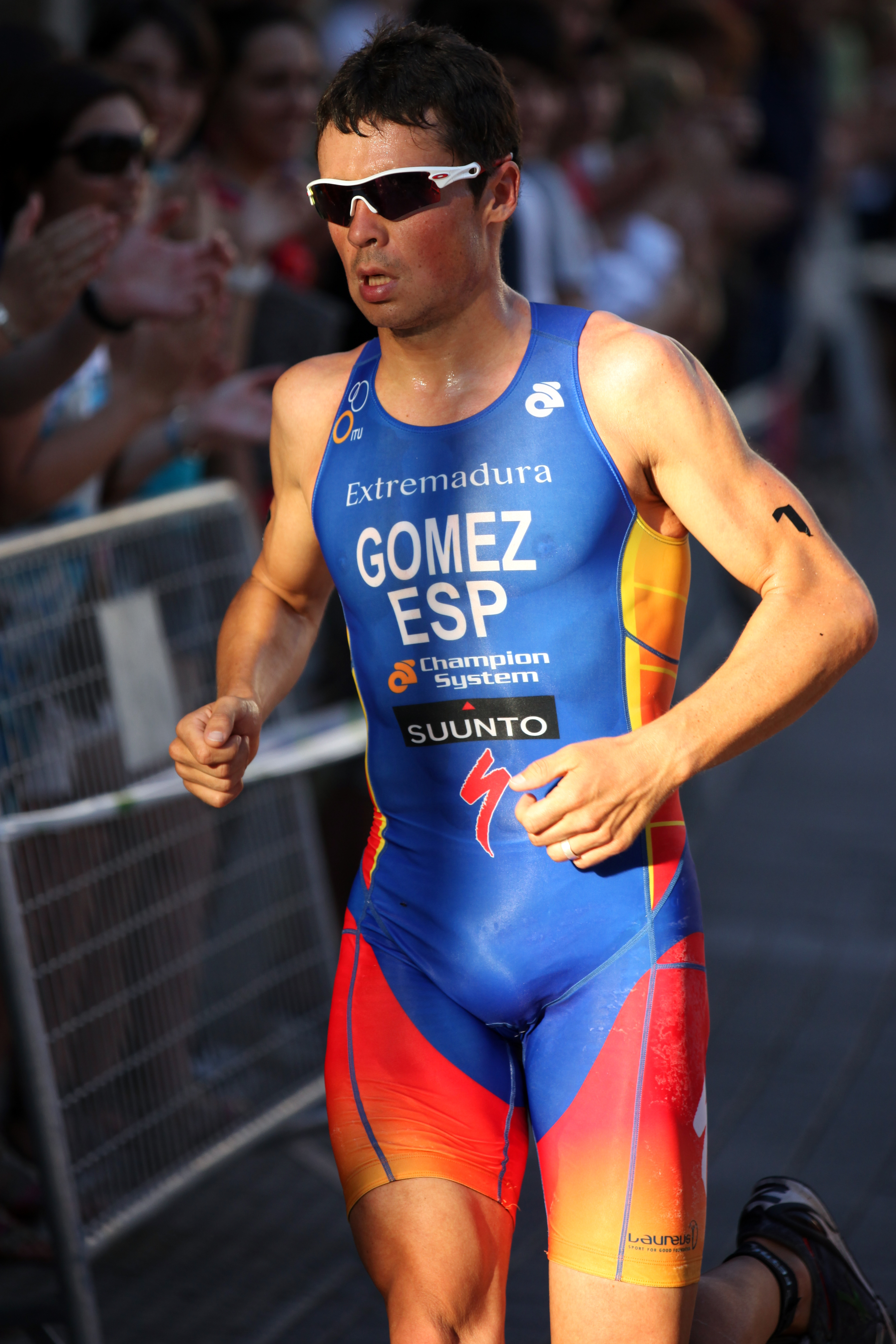
Javier Gómez, Pontevedra 2011.

Francisco Javier Gómez Noya (Bazel, 25 maart 1983) is een Spaanse triatleet, duatleet en aquatleet. Hij werd wereldkampioen triatlon op de olympische afstand en tweemaal Europees kampioen op de olympische afstand. Ook nam hij tweemaal deel aan de Olympische Spelen en won hierbij in totaal één medaille.
Javier Gómez is geboren in Zwitserland, waar zijn ouders Francisco Javier en Manuela werkten. Hij had nog een zes jaar oudere broer. In juli 1983 verhuisde hij terug naar Ferrol in het noordwesten van Spanje. Op zijn elfde speelde hij voetbal en later zwom hij met succes in clubverband. Zijn eerste triatlon deed hij op 15-jarige leeftijd.
In 2007 werd bij vice-wereldkampioen triatlon op de olympische afstand. Een jaar behaalde hij in Vancouver wel de hoogste eer. In 2008 moest hij op het WK olympische afstand genoegen nemen met een tweede plaats en bij de Olympische Spelen van Peking werd hij vierde.

## Titels
- Wereldkampioen triatlon op de olympische afstand - 2008, 2010, 2013, 2014, 2015
- Wereldkampioen triatlon Ironman 70.3 - 2014, 2017
- Europees kampioen triatlon op de olympische afstand - 2007, 2009
- Europees kampioen triatlon op de middenafstand - 2013
- Europees kampioen triatlon op de lange afstand - 2013
- Spaans kampioen triatlon op de olympische afstand - 2006, 2009, 2010, 2011
- Spaans kampioen aquatlon - 2002, 2003, 2004
- Wereldkampioen triatlon neo-senioren - 2003
- Europees jeugdkampioen duatlon - 2002

## Resultaten in World Triathlon Series
voor 2012 Wereldkampioenschappen Series
| Seizoen                     | 1 | 2  | 3 | 4 | 5   | 6 | 7   | 8 | 9 | GF | Positie | Punten |
| --------------------------- | - | -- | - | - | --- | - | --- | - | - | -- | ------- | ------ |
| WK Series 2009              | - | 3  | 2 | 2 | DNF | - | 3   |   |   | 2  | Zilver  | 3959   |
| WK Series 2010              | - | 12 | 4 | 1 | 1   | 2 |     |   |   | 2  | Goud    | 3789   |
| WK Series 2011              | 1 | 3  | - | 6 | 4   | 2 |     |   |   | 6  | Brons   | 3671   |
| World Triathlon Series 2012 | - | -  | - | - | 3   | 2 | 2   | 2 |   | 1  | Zilver  | 4845   |
| World Triathlon Series 2013 | 1 | 8  | 2 | 2 | 13  | 3 | 2   |   |   | 1  | Goud    | 4220   |
| World Triathlon Series 2014 | 1 | 1  | 1 | 6 | 1   | 4 | DNF |   |   | 3  | Goud    | 4860   |
| World Triathlon Series 2015 | 6 | 2  | 3 | 2 | 1   | - | 2   | 1 | 2 | 2  | Goud    | 4930   |
| World Triathlon Series 2016 | - | -  | - | - | 4   | - | -   | - |   | -  | 58      | 633    |
| World Triathlon Series 2017 | 1 | 4  | 9 | - | 5   | 6 | 1   | - |   | 4  | Zilver  | 4311   |
| World Triathlon Series 2018 | - | -  | - | - | -   | - | -   |   |   | -  | -       | -      |
| World Triathlon Series 2019 | - | 2  | 4 | 3 | 9   | 8 | DNF |   |   | 6  | Brons   | 4533   |

## Prijzen
- ITU wereldbeker triatlon - 2006, 2007, 2008

## Palmares

### triatlon
- 2003:  WK neo-senioren olympische afstand in Queenstown
- 2004: 4e ITU wereldbekerwedstrijd in Ton-ieon - 1:50.34
- 2004: 9e ITU wereldbekerwedstrijd in Salford - 1:57.21
- 2004: 6e ITU wereldbekerwedstrijd in Madrid - 1:56.37
- 2004: 8e EK olympische afstand in Valencia
- 2004: 8e WK olympische afstand in Madeira
- 2006: 10e ITU wereldbekerwedstrijd in Doha - 1:53.00
- 2006:  ITU wereldbekerwedstrijd in Aqaba - 1:47.35
- 2006:  ITU wereldbekerwedstrijd in Madrid - 1:53.09
- 2006:  ITU wereldbekerwedstrijd in Corner Brook - 1:55.10
- 2006:  ITU wereldbekerwedstrijd in Hamburg - 1:43.01
- 2006:  ITU wereldbekerwedstrijd in Peking - 1:52.58
- 2006:  ITU wereldbekerwedstrijd in Cancún - 1:47.32
- 2006: 5e EK olympische afstand in Autun - 1:58.00
- 2006: 10e WK olympische afstand in Lausanne - 1:53.27
- 2007:  ITU wereldbekerwedstrijd in Mooloolaba - 1:49.26
- 2007:  ITU wereldbekerwedstrijd in Lissabon - 1:52.41
- 2007:  ITU wereldbekerwedstrijd in Madrid - 1:55.52
- 2007:  ITU wereldbekerwedstrijd in Des Moines - 1:50.46
- 2007:  ITU wereldbekerwedstrijd in Salford - 1:51.47
- 2007:  ITU wereldbekerwedstrijd in Tiszaujvaros - 1:47.44
- 2007:  ITU wereldbekerwedstrijd in Peking - 1:48.41
- 2007:  EK olympische afstand in Kopenhagen - 1:51.58
- 2007:  WK olympische afstand in Hamburg - 1:43.22
- 2008:  ITU wereldbekerwedstrijd in Mooloolaba - 1:49.50
- 2008:  ITU wereldbekerwedstrijd in Nueva Plymouth - 1:47.33
- 2008:  ITU wereldbekerwedstrijd in Madrid - 1:56.25
- 2008:  ITU wereldbekerwedstrijd in Tiszaujvaros - 1:51.32
- 2008: 7e EK olympische afstand in Lissabon - 1:54.45
- 2008:  WK olympische afstand in Vancouver - 1:49.48
- 2008: 4e Olympische Spelen van Peking - 1:49.13,92
- 2009:  ITU wereldbekerwedstrijd in Madrid - 2:05.59
- 2009:  ITU wereldbekerwedstrijd in Washington - 2:00.20
- 2009:  ITU wereldbekerwedstrijd in Kitzbühel - 1:55.12
- 2009:  ITU wereldbekerwedstrijd in Yokohama - 1:56.03
- 2009:  ITU wereldbeker (overall) - 3960 p
- 2009:  Triatlon van Los Angeles (OD) - 1:50.17
- 2009:  EK olympische afstand in Holten - 1:44.14
- 2009:  WK + ITU wereldbekerwedstrijd in Gold Coast - 1:59.19
- 2011:  WK sprintafstand - 52.27
- 2011:  WK  olympische afstand
- 2012:  OS in Londen - 1:46.36
- 2012:  WK sprintafstand - 54.31
- 2012:  WK  olympische afstand
- 2013:  EK middenafstand in Barcelona - 4:05.07
- 2013:  WK sprintafstand in Hamburg - 51.14
- 2013:  WK olympische afstand - 4220 p
- 2014: 4e WK sprintafstand in Hamburg - 52.00
- 2014:  WK olympische afstand - 4860 p
- 2014:  WK Ironman 70.3 - 3:41.30
- 2015:  WK Ironman 70.3 - 3:55.05
- 2015:  WK olympische afstand - 4930 p
- 2016: 35e WK olympische afstand - 633 p
- 2017:  WK Ironman 70.3
- 2018:  WK Ironman 70.3

1989: Mark Allen ·
1990: Greg Welch ·
1991: Miles Stewart ·
1992: Simon Lessing ·
1993: Spencer Smith ·
1994: Spencer Smith ·
1995: Spencer Smith ·
1996: Spencer Smith ·
1997: Chris McCormack ·
1998: Spencer Smith ·
1999: Dmitriy Gaag ·
2000: Olivier Marceau ·
2001: Peter Robertson ·
2002: Iván Raña ·
2003: Peter Robertson ·
2004: Bevan Docherty ·
2005: Peter Robertson ·
2006: Tim Don ·
2007: Daniel Unger ·
2008: Javier Gómez ·
2009: Alistair Brownlee ·
2010: Javier Gómez ·
2011: Alistair Brownlee ·
2012: Jonathan Brownlee ·
2013: Javier Gómez ·
2014: Javier Gómez ·
2015: Javier Gómez ·
2016: Mario Mola ·
2017: Mario Mola ·
2018: Mario Mola ·
2019: Vincent Luis ·
2020: Vincent Luis ·
2021: Kristian Blummenfelt
2006 Craig Alexander ·
2007 Andy Potts ·
2008 Terenzo Bozzone ·
2009 Michael Raelert ·
2010 Michael Raelert ·
2011 Craig Alexander ·
2012 Sebastian Kienle ·
2013 Sebastian Kienle ·
2014 Javier Gómez ·
2015 Jan Frodeno ·
2016 Timothy Reed ·
2017 Javier Gómez ·
2018 Jan Frodeno ·
2019 Gustav Iden ·
2021 Gustav Iden ·
2022 Kristian Blummenfelt ·
2023 Rico Bogen